# François Reichenbach
François Reichenbach, född 3 juli 1921 i Paris, död 17 december 1993 i Neuilly-sur-Seine, Hauts-de-Seine, var en fransk filmregissör, filmfotograf och manusförfattare.

## Utmärkelser
Reichenbach vann Louis Delluc-priset 1961 och Guldleoparden vid Internationella filmfestivalen i Locarno 1962 för Ett hjärta i mina händer.

## Filmografi i urval
- 1955 – Fransman ser på New York (manus, regi, foto)
- 1957 – US Marines (manus, regi, foto)
- 1960 – Blixtvisit i USA (regi och foto)
- 1960 – Det fantastiska Amerika (manus, regi, foto)
- 1961 – Ett hjärta i mina händer (regi)
- 1968 – L'amour de la vie (regi)
- 1968 – Pentagons sjätte sida (regi och foto)
- 1969 – Indiskret (regi och roll)
- 1974 – B som i bluff (producent)
- 1977 – Pelé (manus, regi, foto)